# Vieux Logis (Fontainebleau)
Pour l’article homonyme, voir Vieux Logis (Le Mont-Saint-Michel).
Le Vieux Logis, anciennement hôtel des Bureaux des Bâtiments, est un bâtiment situé à Fontainebleau, en France. Il est partiellement inscrit aux monuments historiques depuis 1979.

## Situation et accès
L’édifice est situé au no 7 de la rue Magenta, vers le sud-ouest du centre-ville de Fontainebleau. Plus largement, il se trouve dans le département de Seine-et-Marne, en région Île-de-France.

## Histoire
Propriété du dénommé de la Motte, le bâtiment est acquis en 1730 (sous le règne de Louis XV) et affecté aux bureaux des Bâtiments du Roi. Bien national sous la Révolution, il est mis en vente le 23 floréal (12 mai) et le 9 prairial an III (28 mai 1795). Il est par la suite successivement acquit par : Aron Schmolle le 24 messidor an III (12 juillet 1795), Devinat en 1803, la veuve héritière de ce dernier, le général Armand de Polignac en 1835, la comtesse Durosnel en 1856, Hénard (architecte de cette dernière) par legs, Guérinet (agent de change à Paris), le comte Villoutreys en 1872, Léon-Henri Talabot en 1880, Lozouet (propriétaire à Paris) le 1749,.

## Statut patrimonial et juridique
Les façades et toitures font l’objet d’une inscription au titre des monuments historiques par arrêté du 15 janvier 1979, en tant que propriété privée.